# Оногур
Оногур (болг. Оногур) — село в Болгарии. Находится в Добричской области, входит в общину Тервел. Население составляет 40 человек.

## Политическая ситуация
Оногур подчиняется непосредственно общине и не имеет своего кмета.
Кмет (мэр) общины Тервел —  Живко Жеков Георгиев (Болгарская социалистическая партия (БСП)) по результатам выборов в правление общины.